# Sabijon Ronilo
Sabijon Ronilo – filipiński zapaśnik w stylu wolnym i klasycznym.
Brązowy medal igrzysk Azji Południowo-Wschodniej w 1997 roku. Siódmy na Igrzyskach Azjatyckich w 1998. Drugi w pucharze Azji i Oceanii w 1998 (st.klasyczny) i trzeci w 1998 i 1993 (st.wolny).